# Ludwig Milde
Ludwig Milde, také Ludwig Emil Milde nebo Ludvík Milde (30. dubna 1849 Praha – 1913 Bad Nauheim), byl český fagotista, skladatel a hudební pedagog.

## Život
Ludwig Milde studoval do roku 1867 na pražské konzervatoři hru na fagot, v letech 1868 až 1870 studoval hudební teorii a kompozici na pražské varhanické škole, kde byl ředitelem František Zdeněk Skuherský. Po dvouletém působení v Linecké opeře hrál jako sólový fagotista v různých pražských orchestrech. Byl též ředitelem hudebního souboru v Novém Sadu, od roku 1874 vyučoval na konzervatoři v Bukurešti. V letech 1885 až 1894 byl učitelem hry na fagot a na klavír na pražské konzervatoři. V roce 1897 se vrátil do Budapešti. Je považován za hlavního představitele pražské fagotové školy. Jeho Studie ... akordů pro fagot (opus 24) a Padesát koncertních studií pro fagot (opus 26) jsou stále součástí nepostradatelného repertoáru každého studenta hry na fagot.

## Dílo (výběr)
- Studien über Tonleiter- und Akkordzerlegungen op. 24
- Andante und Rondo für Fagott und Orchester op. 25
- Fünfzig Konzertstudien für Fagott op. 26
- 14 Trios für Fagotte
- Concertino a-moll für Fagott und Orchester